# 담양군·장성군 (1988년 선거구)
담양군·장성군은 대한민국의 옛 국회의원 선거구이다. 당시 전라남도 담양군, 장성군 지역을 관할했다.

## 역사
제13대 국회의원 선거를 앞두고 신설되었다.
제16대 국회의원 선거를 앞두고 곡성군을 편입해 담양군·곡성군·장성군 선거구를 이루게 됨에 따라 폐지되었다.

## 역대 국회의원
| 선거   | 정당 | 정당           | 의원   |
| ------ | ---- | -------------- | ------ |
| 1988년 |      | 평화민주당     | 김길곤 |
| 1992년 |      | 민주당         | 박태영 |
| 1996년 |      | 새정치국민회의 | 국창근 |

## 역대 선거 결과

### 대한민국 제13대 국회의원 선거
|  | 68.51% |

|  | 19.93% |

|  | 6.09% |

|  | 3.51% |

|  | 1.47% |

|  | 0.46% |

### 대한민국 제14대 국회의원 선거
|  | 63.83% |

|  | 23.83% |

|  | 10.85% |

|  | 1.47% |

### 대한민국 제15대 국회의원 선거
|  | 83.26% |

|  | 7.75% |

|  | 3.29% |

|  | 3.27% |

|  | 2.41% |